# Stawy na Wyścigach
Stawy na Wyścigach – dwa stawy w Warszawie, w dzielnicy Ursynów na terenie toru wyścigów konnych Służewiec.

## Położenie i charakterystyka

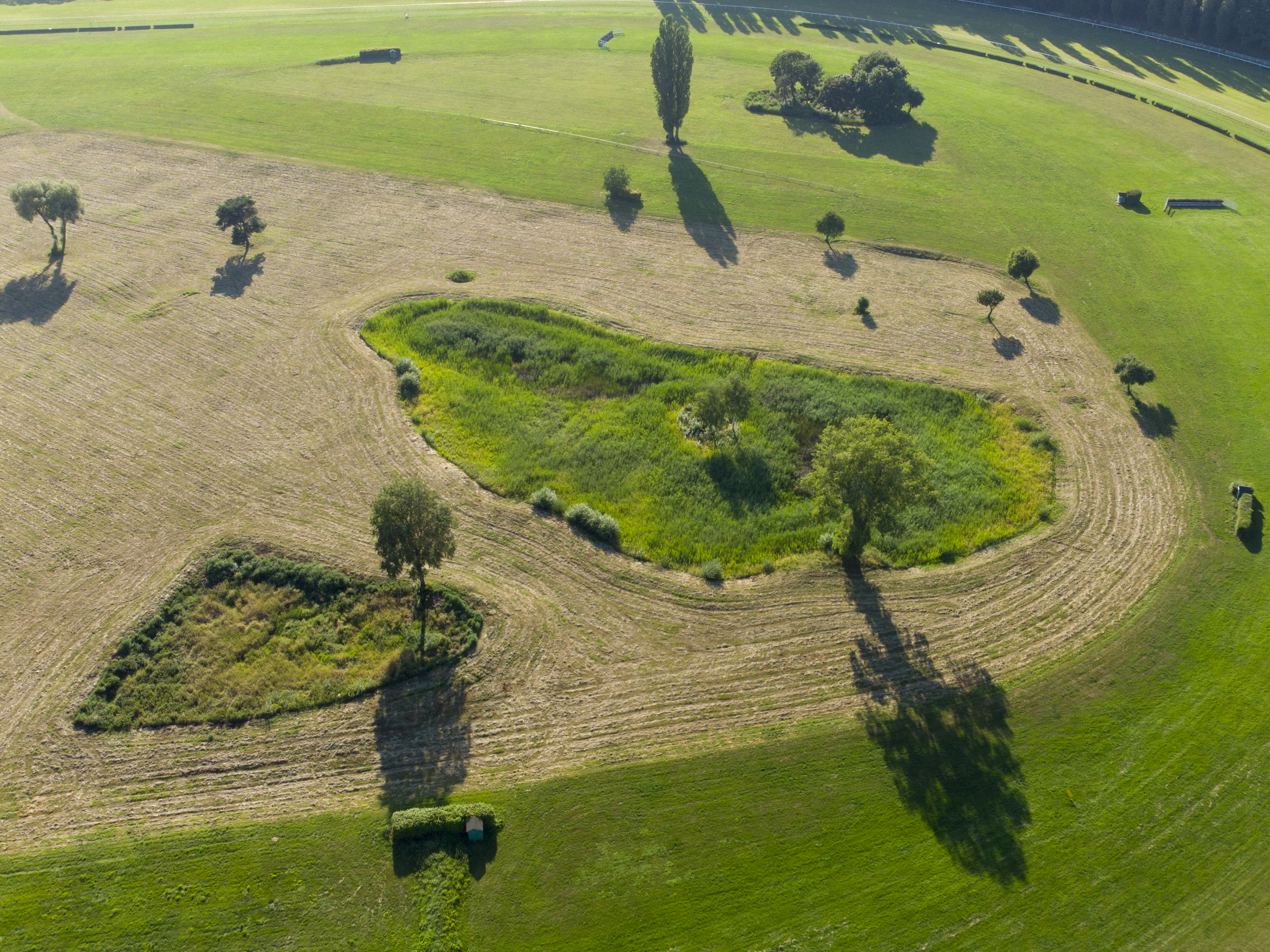
Staw położony bardziej na północ

Stawy leżą po lewej stronie Wisły, w stołecznej dzielnicy Ursynów, na obszarze MSI Ursynów Północny, na terenie toru wyścigów konnych Służewiec, wewnątrz głównego toru, w pobliżu ulicy Puławskiej. Znajdują się na obszarze zlewni Potoku Służewieckiego. Same stawy są jednak bezodpływowe i nie są powiązane hydrologicznie z ciekiem.
Zgodnie z „Programem Ochrony Środowiska dla m. st. Warszawy na lata 2009–2012 z uwzględnieniem perspektywy do 2016 r.” stawy położone są na wysoczyźnie, a ich powierzchnia wynosi 0,4064 i 0,2106 ha (łącznie 0,6170 ha). Według numerycznego modelu terenu udostępnionego przez Geoportal lustra wody znajdują się na wysokości 101,0 m i 101,7 m n.p.m. Identyfikatory MPHP to 130936211 i 130936519. Określane są jako płytkie.